# Austrodecus minutum
Austrodecus minutum är en havsspindelart som beskrevs av Clark, W.C. 1972. Austrodecus minutum ingår i släktet Austrodecus och familjen Austrodecidae. Inga underarter finns listade.